# Cerkiew Ikony Matki Bożej „Wszystkich Strapionych Radość” w Moskwie (Donskoj)
Cerkiew Ikony Matki Bożej „Wszystkich Strapionych Radość” – prawosławna cerkiew w Moskwie, w dekanacie Dońskiej Ikony Matki Bożej eparchii moskiewskiej miejskiej Rosyjskiego Kościoła Prawosławnego. Jedna z dwóch – obok cerkwi św. Jana Rylskiego – przy szpitalu psychiatrycznym im. N. Aleksiejewa.

## Historia
Cerkiew została urządzona w kompleksie szpitala psychiatrycznego im. N. Aleksiejewa natychmiast po jego otwarciu w 1896. Budynek, podobnie jak cały kompleks szpitalny, zaprojektował L. Wasiljew w stylu modernistycznym. Cerkiew była świątynią domową i jej istnienia sygnalizowała na zewnątrz jedynie niewielka cebulasta kopułka z krzyżem.
Świątynia pozostała czynna do lat 20. XX wieku, gdy została zamknięta, podobnie jak druga szpitalna cerkiew św. Jana Rylskiego, w której odbywały się pogrzeby chorych zmarłych w szpitalu. Całe wyposażenie budynku zostało zniszczone.
Cerkiew przywrócono do użytku liturgicznego w 1994, w kolejnych latach wykonano dla niego nowe wyposażenie. Budynek powtórnie poświęcił patriarcha moskiewski i całej Rusi Aleksy II. Cerkiew jest świątynią parafii przeznaczonej zarówno dla pacjentów szpitala, jak i dla osób spoza placówki.

## Związani z cerkwią
Ceremonię poświęcenia świątyni poprowadził biskup możajski Tichon, w 2000 kanonizowany jako święty nowomęczennik. W świątyni jako psalmista służył również inny późniejszy święty nowomęczennik, rozstrzelany w 1937 – Fiodor Palszkow.